# Chen Ling
Chen Ling (en chino: 陈玲; Danyang, 16 de junio de 1987) es una deportista china que compitió en tiro con arco, en la modalidad de arco recurvo.
Participó en los Juegos Olímpicos de Pekín 2008, obteniendo una medalla de plata en la prueba por equipo (junto con Zhang Juanjuan y Guo Dan).

## Palmarés internacional
| Juegos Olímpicos | Juegos Olímpicos | Juegos Olímpicos | Juegos Olímpicos |
| Año              | Lugar            | Medalla          | Prueba           |
| ---------------- | ---------------- | ---------------- | ---------------- |
| 2008             | Pekín (China)    | Medalla de plata | Equipo           |